# 小笠原祐子
小笠原祐子（日语：／ Ogasawara Yūko，1935年—），日本AV女優。於神奈川縣横滨市出身。

## 生平
小笠原祐子生於1935年（昭和10年）。父親為保險從業員。母親則為家庭主婦。在第二次世界大战期間，她的父親因眼見戰況日趨激烈，故決定帶同她回到位於山形县鶴岡市的老家避難。不過他們還是需面對糧食短缺的問題。10歲時，大战結束，並於鶴岡聽到昭和天皇發表的《终战诏书》。
小笠原之後入讀東京都內的某間女子短期大學，期間沒有跟任何異性交往。畢業後於父親任職的保險公司就職。她23歲時跟於職場認職的男性結為夫妻。丈夫曾就讀於京都大学，並是前美式足球部成員。除了分娩期間，他們兩人幾乎每日都有發生性行為，其丈夫在她59歲時因病離世。在丈夫入院之前，她一直與之維持着一段性關係。丈夫死去後，其母親和妹妹不断鼓励她外出遊玩，故她亦順兩人之意多點外出玩樂。
此时有熟人建議她開一間小吃店，故她於61歲時決定在東京都開店。在她經營小吃店的7年期間，她認識了一名大學生男友，她表示兩者雖有一起旅行的經驗但沒發生過肉體關係。儘管亦有60多歲至70多歲的顧客向她搭訕 ，但她並沒有理會。
之後有常客勸誘她加入AV行業。她起初一口拒絕，但片商Ruby的人員後把她說服，讓之先去片場觀摩一次再決定。她之後向Ruby的工作人員提到：「要是我的話，才不要老男人，帥哥不好嗎」。一星期後，Ruby真找來了符合其要求的男優，故她決定出道成為AV女優，於2016年出道。

## 人物
2016年，小笠原以81歲之齡出道成為AV女優，並因此而備受關注。她聲稱她在出道時已有24年沒有性交，此前除了亡夫外沒與任何人發生過關係。
她家中有兩女一子。除此之外她也有孫子及曾孫。兒子尊重其加入AV行業的決定，並跟她說：「你喜歡就好」。她在84歲時提到，自身沒計劃引退，並說只要她還能开车，那麼她就不會放棄。她喜歡飲酒和抽煙。此外她還為了能在作品中表現得更好，故每日都在拉筋。

## 作品
- 八十歲第一槍（八十路で初撮り；2016年10月19日）[7]
- 與曾孫的禁忌溫泉旅行 八十歲後精力不減（曾孫と行く禁断の温泉旅行 八十にしてなお精力衰えず；2016年11月7日）[8]
- 慶祝大壽是與孫子的中出性交 昏倒的八十歲祖母（傘寿の祝いは孫との中出しセックス 八十路失神祖母；2016年12月15日）[9]
- 八十一歲的AV女優（81歳のAV女優；2017年3月19日）[10]
- 八十大壽小笠原夫婦的成熟交配甲府溫泉之旅（傘寿フルムーン 小笠原夫妻の熟年交尾 甲府温泉の旅；2017年6月19日）[11]
- 奪去孫子第一次的高領奶奶83歲了！（孫を筆おろししたハイカラ婆ちゃんは83歳！；2018年2月7日）[12]
- 成人家庭 睡走女婿和孫女婿的肉食祖母（アダルトファミリー 娘婿・孫娘婿を寝取る肉食おばあちゃん；2018年10月7日）[13]
- 年輕時被欺騙的色情按摩治療無法忍受發情並要求陰道射精的老年婦女2（若返ると騙されインチキのエロマッサージを施術されて発情して我慢できず中出しを願い出る高齢御婦人たち2；2019年7月19日）[14]
- 奶奶反向搭訕（（2019年11月19日）[15]